# Grigorij Jemec
Grigorij Jemec (ukrajinsky: Григорий Емец; * 8. října 1957) je bývalý sovětský a později ukrajinský atlet, který se věnoval trojskoku.

## Sportovní kariéra
Jeho největším úspěchem byl titul halového mistra Evropy v trojskoku z roku 1984 v evropském halovém rekordu 17,33 metru. V následujících sezónách už svými výkony nedosáhl do světové špičky v této disciplíně.